# Naoko Takahashi
Naoko Takahashi (Gifu, 6 de maio de 1972) é uma atleta japonesa, campeã da maratona nos Jogos Olímpicos de Sydney em 2000 e ex-recordista mundial da prova.

## Carreira
Corredora de longas distâncias em um país apaixonado pelo atletismo e em particular pela maratona, pelo caráter mítico e de grande esforço, resistência e dedicação pessoal necessários para o sucesso na prova, temas caros à cultura nipônica, ela  foi treinada pelo famoso técnico de atletismo japonês Yoshio Koide, também mentor de outros grandes nomes da maratona feminina japonesa antes dela, como a campeã mundial da prova em Atenas 1997, Hiromi Suzuki, e Yuko Arimori, medalha de prata em Barcelona 1992 e bronze em Atlanta 1996. Ele não tinha pretensões de treiná-la quando foi procurado por Tahakashi, e só aceitou ser seu técnico quando ela se prontificou a treinar com a equipe de corredores de fundo de Koide, a Recruit, o time atlético de uma grande corporação japonesa, pagando suas próprias despesas.
Seu início no atletismo se deu no ensino médio, onde disputava os 800 m, com um sucesso apenas moderado. Sob a orientação de Koide passou para as distâncias maiores, os 5000 m e os 10000 m, chegando a  integrar e equipe feminina japonesa que disputou estas provas no Campeonato Mundial de Atletismo de 1997, em Atenas. Neste mesmo ano estreou na maratona, ficando em 7º lugar na Maratona de Osaka. O ano seguinte a tornou conhecida nacionalmente quando venceu a Maratona de Nagoia em 2:25:48, então recorde nacional feminino, e conquistou a medalha de ouro nos Jogos Asiáticos, fazendo o quinto melhor tempo do mundo em condições de calor e humidade, o melhor do mundo numa prova apenas feminina – 2:21.47. Ao fim deste ano foi eleita "Atleta do Ano" pela revista especializada britânica Athletics International.
Em março de 2000, ela venceu a Maratona de Nagoia pela segunda vez, resultado que lhe deu um lugar na equipe japonesa para os Jogos Olímpicos. Sua marca, 2:22:19, foi o recorde desta prova por quinze anos, até 2015.

### Jogos Olímpicos e recorde mundial
Naoko se tornou a grande celebridade e ícone esportiva do em seu país em 2000, ao vencer a maratona olímpica em Sydney, a primeira medalha de ouro japonesa na história da única prova atlética do mundo que se origina numa lenda, e a primeira conquistada no atletismo por uma mulher do Japão. Nos Jogos ela derrotou mais de 60 adversárias de todos os continentes para ganhar a prova num novo recorde olímpico de 2:23:14, quebrado apenas doze anos depois pela etíope Tiki Gelana, em Londres 2012. De volta ao Japão, sua chegada recebeu mais atenção da mídia local do que a visita de um Chefe de Estado estrangeiro importante. A idolatria a Naoko, conhecida como Naokomania, foi canalizada para jogos de videogames com sua figura e histórias em quadrinhos contando sua vida e sua conquista. Ela passou a ser popularmente chamada pelo apelido de 'Q-chan', apelido referente a um popular personagem japonês de HQ, Q-Taro, do que ela havia se fantasiado numa festa de sua equipe de atletismo. O conglomerado de televisão pública NHK retransmitiu três vezes consecutivas no mesmo dia toda a corrida da Takahashi em Sydney.
Um ano depois, em setembro de 2001, essa popularidade aumentaria ainda mais quando ela quebrou o recorde mundial feminino da prova na Maratona de Berlim, e se tornou a primeira mulher a correr a distância em menos de 2:20, uma barreira de quase trinta anos, ao cruzar a linha de chegada em 2:19:46. A popularidade de Naoko era tamanha entre os japoneses, que a transmissão de tv ao vivo da corrida para o Japão foi acompanhada por cerca de 55 milhões de espectadores, quase a metade da população do país. A marca, porém, durou apenas uma semana, sendo quebrada pela queniana Catherine Ndereba em Chicago, no domingo seguinte.

## Vida posterior
Os anos seguintes trouxeram a Takahashi contusões de todos os tipos, devido ao preço pago pelos longos e constantes treinamentos e prejudicaram sua preparação para os Jogos de Atenas 2004, dos quais não participou e onde a maratona feminina foi novamente vencida por uma japonesa, Mizuki Noguchi.
Desde então Naoko vinha tentando recuperar a antiga forma e disputou três maratonas, vencendo a maratona feminina de Tóquio em 2005. Em outubro de 2008, porém, depois de vários anos de contusões e uma operação no joelho, ela anunciou sua retirada das competições.
Trabalha atualmente como comentarista de atletismo na televisão japonesa, especialmente de maratonas, e integra o comitê executivo da Federação Japonesa de Atletismo. Em sua cidade natal, Gifu, um pista de 5 km construída para a prática de caminhadas, corridas, ciclismo e patinação, e onde acontecem diversas competições esportivas anuais, corre ao longo do rio Nagara e leva seu nome, indicado num pequeno monumento de mármore negro, onde estão impressos seus pés junto com uma cópia em ferro de seus sapatos de corrida.
Após a bem sucedida campanha da cidade de Tóquio para sediar os Jogos Olímpicos pela segunda vez, em 2014 Naoko passou a integrar a Comissão de Atletas de Tóquio 2020.